# 施愛聆
施愛聆 MLA （？—），加拿大政治人物，2022年起擔任卑詩省議會議員，先後代表素里南選區和素里克洛佛代爾選區。她於2022年首次以卑詩自由黨（後更名為卑詩聯合黨）候選人身份當選，2024年6月則轉投卑詩保守黨。

## 生平
施愛聆從甘露高中畢業後投身廣播業，曾供職甘露市的CFJC電視台。她從2007年起在加軍空防司令部服預備役，曾派駐基地位於黃刀的440號運輸中隊。2009年她加入皇家加拿大騎警，陸續晉升至高級警長。她從2018年起駐守素里，並成為素里皇家騎警發言人。她與妻子梅利莎（Melissa）育有三名子女。
卑詩省議會素里南選區議員卡杜辭職而觸發議席補選後，施愛聆獲卑詩自由黨黨魁馮宜幹招攬為該黨候選人，並於2022年9月舉行的補選中當選而晉身省議會。她於同年10月獲任為官方反對黨教育評議員，同年11月則成為影子精神健康、癮癖、復康及教育廳長。
自由黨在馮宜幹領導下於2023年4月更名為卑詩聯合黨，然而沉寂多年的卑詩保守黨在往後數月急起直追，民調支持度超越聯合黨。在此背景下，施愛聆於2024年6月3日宣布轉投保守黨，成為該黨在省議會中第四名議員。她在同年10月省選中改為競逐素里克洛佛代爾選區議席，並擊敗尋求連任該區省議員的新民主黨候選人施德全。同年11月她獲黨魁羅仕德委派出任官方反對黨法務及公共安全評議員。